# Thuốc trị giun
Thuốc trị giun hoặc thuốc chống giun sán là một nhóm thuốc chống ký sinh trùng trục xuất giun ký sinh (giun sán) và các ký sinh trùng bên trong khác khỏi cơ thể bằng cách gây choáng hoặc giết chết chúng và không gây thiệt hại đáng kể cho vật chủ. Chúng cũng có thể được gọi là vermifuges (những thứ gây choáng) hoặc vermicides (những thứ giết chết). Thuốc trị giun được sử dụng để điều trị những người bị nhiễm giun sán, một tình trạng gọi là giun sán. Những loại thuốc này cũng được sử dụng để điều trị động vật bị nhiễm bệnh.
Thuốc có chứa chất chống giun được sử dụng trong các chiến dịch tẩy giun hàng loạt của trẻ em trong độ tuổi đến trường ở nhiều nước đang phát triển. Ví dụ, phương pháp điều trị lựa chọn đối với giun sán truyền qua đất là mebendazole và albendazole  và Praziquantel cho bệnh sán máng.

## Các loại
Thuốc chống ký sinh trùng đặc biệt nhắm mục tiêu giun đũa được gọi là ascaricides.
- Benzimidazole: 
  - Albendazol - hiệu quả chống lại threadworms, giun tròn, whipworms, sán dây, giun móc
  - Mebendazole - hiệu quả chống giun kim, giun tròn và giun móc
  - Thiabendazole - chống giun tròn, giun móc hiệu quả
  - Fenbendazole - chống ký sinh trùng đường tiêu hóa hiệu quả
  - Triclabendazole - chống sán lá gan hiệu quả
  - Flubendazole - hiệu quả chống lại hầu hết các ký sinh trùng đường ruột
- Abamectin - có hiệu quả đối với hầu hết các loại giun đường ruột phổ biến, ngoại trừ sán dây, trong đó thuốc thảo dược thường được sử dụng cùng với abamectin
- Diethylcarbamazine - có hiệu quả chống lại Wuchereria bancrofti, Brugia malayi, Brugia timori, tăng bạch cầu ái toan phổi, bệnh loét
- Ivermectin - có hiệu quả chống lại hầu hết các ký sinh trùng nội phổ biến (trừ sán dây)
- Suramin - Nó được sử dụng để điều trị bệnh ngủ ở người do trypanosome gây ra
- Pyrantel pamoate - hiệu quả chống lại hầu hết các bệnh nhiễm trùng tuyến trùng
- Levamisole
- Salicylanilit: 
  - Niclosamide - chống sán dây hiệu quả
- Nitazoxanide - in vitro hiệu quả chống lại nhiều loại giun sán có hiệu quả lâm sàng chống lại giun đũa,[5] và Cyclospora cayetanensis [6]
  - Oxyclozanide - chống sán lá gan hiệu quả
- Praziquantel - có hiệu quả chống lại cestodes (tức là sán dây), một số loại giun tròn
- Octadepsipeptides (ví dụ: Emodepside) - có hiệu quả chống lại nhiều loại giun sán đường tiêu hóa
- Các dẫn xuất Aminoacetonitril, ví dụ, Monepantel: có hiệu quả đối với nhiều loại giun tròn đường tiêu hóa, bao gồm cả những loại kháng các loại thuốc chống giun khác
- Spiroindoles (ví dụ, derquantel): có hiệu quả đối với một loạt giun tròn đường tiêu hóa bao gồm cả những loại kháng các loại thuốc chống giun khác
- Pelletierine sulphate có hiệu quả chống lại sán dây, giun tròn và tuyến trùng.[7]
- Artemisinin cho thấy hoạt động anthelmintic.[8]

## Kháng thuốc
Khả năng của ký sinh trùng sống sót trong các phương pháp điều trị thường có hiệu quả ở liều khuyến cáo là mối đe dọa lớn đối với việc kiểm soát ký sinh trùng giun trong tương lai ở ngựa nhỏ và ngựa. Điều này đặc biệt đúng với tuyến trùng, và đã giúp thúc đẩy sự phát triển của các dẫn xuất aminoacetonitril để điều trị chống tuyến trùng kháng thuốc, cũng như thăm dò sử dụng kháng sinh chống lại vi khuẩn Wolbachia nội sinh của chúng.
Sức đề kháng được đo bằng giá trị "giảm số lượng trứng phân" khác nhau đối với các loại giun sán khác nhau.
Điều trị bằng thuốc chống giun sán giết chết giun có kiểu hình khiến chúng mẫn cảm với thuốc, nhưng ký sinh trùng kháng thuốc vẫn sống sót và truyền gen "kháng thuốc". Giống kháng tích lũy và cuối cùng điều trị thất bại xảy ra.